# Зольня
Зо́льня — село в Україні, в Олевській міській територіальній громаді Коростенського району Житомирської області. Населення становить 462 осіб (2001).

## Географія
Селом протікає річка Зольня.

## Населення
Згідно з переписом УРСР 1989 року чисельність наявного населення села становила 446 осіб, з яких 226 чоловіків та 220 жінок.
За переписом населення України 2001 року в селі мешкали 472 особи.

### Мова
Розподіл населення за рідною мовою за даними перепису 2001 року:
| Мова       | Відсоток |
| ---------- | -------- |
| українська | 99,35 %  |
| російська  | 0,43 %   |
| білоруська | 0,22 %   |

## Історія
У 1906 році село Зольня-Рудня Олевської волості Овруцького повіту Волинської губернії. Відстань від повітового міста 119 верст, від волості 26. Дворів 34, мешканців 185.
4 листопада 1921 р. під час Листопадового рейду через Зольню проходила Збірна Київська дивізія (командир — Володимир Янченко) Волинської групи (командувач — Юрій Тютюнник) Армії Української Народної Республіки. У сусідній Андріївці, яка тепер у складі Зольні, козаки захопили 40 бійців московського війська і серед них командира роти й командира батальйону та жінку-комісара, яку було розстріляно. У Зольні дивізія зупинилася на ночівлю.
До 11 серпня 2016 року — адміністративний центр Зольнянської сільської ради Олевського району Житомирської області.

## Відомі люди
- Вдовиченко Вадим Вікторович (1999—2022) — солдат Збройних Сил України, учасник російсько-української війни, що загинув у ході російського вторгнення в Україну в 2022 році.